# Nelson Lagoon
Nelson Lagoon (Niilsanam Alĝuudaa in Aluetino) è un CDP degli Stati Uniti d'America, situato nello Stato dell'Alaska e in particolare nel Borough delle Aleutine orientali.